# Caliban (satèl·lit)
Caliban és el segon satèl·lit natural retrògrad irregular més gran d'Urà. Va ser descobert el 6 de setembre de 1997 per Brett J. Gladman, Philip D. Nicholson, Joseph A. Burns, i John J. Kavelaars utilitzant el telescopi Hale de 200 polzades (5,08 metres) juntament amb Sycorax. Se li va donar la designació temporal S/1997 U 1. Designat Uranus XVI, es va anomenar en honor del monstre Caliban de l'obra de William Shakespeare La tempesta.